# Coupe de Luxembourg 1939-1940
La Coppa di Lussemburgo 1939-1940 è stata la 20ª edizione della coppa nazionale lussemburghese disputata tra il 20 agosto 1939 e il 21 aprile 1940 e conclusa con la vittoria dello Spora Luxembourg, al suo terzo titolo.

## Formula
Eliminazione diretta in gara unica.

## 1º Turno preliminare
La squadra Tricolore Muhlenweg passa il turno per sorteggio.
| Squadra 1                  | Risultato | Squadra 2           |
| -------------------------- | --------- | ------------------- |
| 20 agosto 1939             |           |                     |
| AS Luxembourg              | 7 − 1     | Sandweiler          |
| Egalité Weimerskirch       | 0 − 2     | Mondercange         |
| US Esch                    | 0 − 10    | Alliance Dudelange  |
| Gold a Ro't Wiltz          | 1 − 8     | Fola Esch           |
| Jeunesse Koerich/Goeblange | 0 - 6     | Rapid Neudorf       |
| Mansfeldia Clausen         | 7 − 3     | US Niederwiltz      |
| Red Boys Aspelt            | 6 − 4     | Aris Bonnevoie      |
| Swift Hesperange           | 0 − 3     | Oberkorn            |
| Tetange                    | 5 − 0     | Hollerich Bonnevoie |
| Young Boys Diekirch        | 7 − 2     | Rumelange           |

## 2º Turno preliminare
| Squadra 1           | Risultato | Squadra 2                |
| ------------------- | --------- | ------------------------ |
| 27 agosto 1939      |           |                          |
| AS Luxembourg       | 3 − 2     | Rapid Neudorf            |
| Fola Esch           | 2 − 6     | The National Schifflange |
| Mansfeldia Clausen  | 3 − 2     | Alliance Dudelange       |
| Red Boys Aspelt     | 4 - 2     | Tricolore Muhlenweg      |
| Spora Luxembourg    | 5 − 0     | Differdange              |
| Tetange             | 6 − 1     | Mondercange              |
| Young Boys Diekirch | 4 − 6     | Oberkorn                 |

## Ottavi di finale
| Squadra 1          | Risultato | Squadra 2                |
| ------------------ | --------- | ------------------------ |
| 5 novembre 1939    |           |                          |
| Avenir Beggen      | 4 − 2     | Oberkorn                 |
| Chiers Rodange     | 3 − 2     | The National Schifflange |
| Jeunesse Esch      | 4 − 5     | Red Boys Differdange     |
| Mansfeldia Clausen | 2 − 12    | Union Luxembourg         |
| Mondercange        | 3 − 6     | Stade Dudelange          |
| Progrès Niedercorn | 3 − 1     | Red Boys Aspelt          |
| Mansfeldia Clausen | 4 − 1     | Union Luxembourg         |
| Spora Luxembourg   | 8 - 0     | AS Luxembourg            |
| Tetange            | 7 - 5     | US Dudelange             |

## Quarti di finale
| Squadra 1            | Risultato | Squadra 2       |
| -------------------- | --------- | --------------- |
| 7 gennaio 1940       |           |                 |
| Progrès Niedercorn   | 0 − 1     | Stade Dudelange |
| Red Boys Differdange | 6 − 2     | Tetange         |
| Spora Luxembourg     | 4 - 2     | Chiers Rodange  |
| Union Luxembourg     | 3 - 1     | Avenir Beggen   |

## Semifinali
Si sono disputate l'andata il 5 marzo 1940 e il ritorno il'14 aprile 1940.
| Squadra 1        | Totale | Squadra 2            | Andata | Ritorno |
| ---------------- | ------ | -------------------- | ------ | ------- |
| Spora Luxembourg | 8 − 1  | Union Luxembourg     | 4 - 1  | 4 - 0   |
| Stade Dudelange  | 11 − 4 | Red Boys Differdange | 7 - 3  | 4 - 1   |

## Finale
| Arbitro: | Eischen |

|     |           |     |
| Gol | Marcatori | Gol |

| Spora | Stade |